# Киселёв, Николай Семёнович
Николай Семёнович Киселёв (15 декабря 1920, Кинешма — 29 июля 1981, Москва) — советский спортивный деятель, журналист и публицист.

## Биография
Родился в 1920 году в Кинешме. Член КПСС.
Выпускник Московского института инженеров геодезии, аэрофотосъемки и картографии. В 1949—1951 годах — ответственный редактор газеты «Московский комсомолец». C 1951 по 1965 в газете «Комсомольская правда», член редколлегии. С 1965 по 1968 годы глава редакции спортивной информации ТАСС. Главный редактор газеты «Советский спорт» (1968—1981).

Председатель Федерации спортивных журналистов СССР (1968—1981), первый вице-президент Международной ассоциации спортивной прессы (AIPS) (?-1981). Журналист Александр Кулешов вспоминает Киселёва в книге «Страницы Олимпийского дневника» как
…прекрасного человека, моего друга, с которым мне довелось побывать во многих зарубежных поездках, начиная с Олимпийских игр в Кортина д’Ампеццо в 1956 г., где мы с ним представляли секцию спортивных журналистов СССР на конгрессе Международной ассоциации спортивной прессы, где состоялось наше вступление в АИПС. В том же году мы работали на Мельбурнской олимпиаде и позже на многих других, участвовали в заседаниях АИПС, где до самой своей кончины Н. Киселёв был первым вице-президентом. 
Председатель Федерации прыжков в воду СССР и конькобежного спорта СССР. Конькобежный спорт был любимым видом спорта Киселёва.
Скончался 29 июля 1981 года в Москве после продолжительной болезни.

## Семья
Жена — Екатерина Матвеевна Киселева (родилась в 1924 г.) участница ВОВ, работала в Министерстве геологии СССР. Дети — сын Владимир и дочь Татьяна, трагически погибли 6 марта 1976 года в авиакатастрофе лайнера ИЛ-18 под Воронежом.

## Мнения
В воспоминаниях спортивного журналиста Владимира Гескина
В одной из предыдущих главок я назвал первого из них, Николая Семеновича Киселева, миротворцем. Он им и был. Старался сгладить все острые углы, потушить конфликты, если они возникали в редакции. В кабинете НикСема всегда стояла пара бутылок кефира, которым он отпаивал попавшихся ему на глаза нетрезвых сотрудников. Чаще всего — великого фотографа Юру Моргулиса, регулярно позволявшего себе лишнего. Однажды бутылка кефира досталась и мне, тоже себе позволившему, причем НикСем не сказал в осуждение ни слова, лишь бросил на меня грустный взгляд: такой молодой, а как все…
Сам он за всю жизнь не выпил ни капли и, когда кто-то пытался налить ему водки, прикрывал рюмку рукой. Хотя нет, однажды наш главный все-таки сделал глоток, о чем часто с притворным ужасом вспоминал. Дело было в Дублине, в доме президента МОК лорда Майкла Килланина. Тот спросил, доводилось ли дорогому советскому гостю пить ирландский кофе, НикСем сказал, что нет, и тогда ему принесли большой бокал горячего напитка с душистым кофейным запахом. А оказалось, в бокале — горячий виски и лишь несколько капель кофе.

В общем, НикСем был человеком доброжелательным, незлобивым и душевным. Хуже то, что таким же было при Киселеве и содержание «Советского спорта». Газета, конечно, бичевала пороки, но обычно это касалось нравов забугорного профессионального спорта. Нашу собственную действительность, даже когда она этого безусловно заслуживала, критиковали неохотно и на уровне районного комитета физкультуры где-нибудь в Калмыкии, не выше. Причем даже этого немножко стеснялись: раскритикуем председателя комитета — а он, может, хороший человек. Так зачем же его обижать?

## Награды
- Орден «Знак Почёта» (27.04.1957) — «за успехи, достигнутые в деле развития массового физкультурного движения в стране, повышения мастерства советских спортсменов, и успешное выступление на международных соревнованиях»